# Annunciazione (Bartolomeo Vivarini)
L'Annunciazione è una pala d'altare tempera su tavola, dipinta da Bartolomeo Vivarini, databile al 1472 e conservata nella chiesa di Maria santissima Annunziata di Modugno.

## Storia
L'opera era originariamente la parte centrale di un polittico. Nel XIII e nel XIV secolo la Repubblica marinara di Venezia aveva stretti rapporti commerciali con molte città costiere pugliesi, influenzandone la politica ma anche il gusto artistico delle classi più agiate: ciò spiega la commissione di tale lavoro all'artista muranese da parte del clero modugnese.
In principio, la pala lignea era collocata nel catino absidale della Chiesa di Maria santissima Annunziata. Vi rimase fino al 1929, quando l'arciprete Francesco Bux ne autorizzò il trasferimento momentaneo nella Pinacoteca provinciale di Bari e ancora fino al 2002, quando tornò nella sua attuale collocazione in una teca protettiva nei pressi dell'altare. 
Nel 2015 è stata esposta a EXPO 2015. Nel 2019 è stata esposta a Matera, nella mostra "Rinascimento visto da sud. Matera, l’Italia meridionale e il Mediterraneo tra ‘400 e ‘500” svoltasi a Palazzo Lanfranchi nell'ambito delle iniziative culturali organizzate in occasione di Matera capitale europea della cultura.

## Descrizione e stile
Di particolare interesse artistico è la prospettiva della stanza in cui si svolge la scena dell'Annunciazione. Grande attenzione è stata data dall'autore alla cura dei particolari dell'opera: una finestra che lascia spaziare lo sguardo sino alle montagne sullo sfondo, il giglio tenuto nelle mani dell'angelo, il breviario in quelle della vergine, il vaso e il cuscino che si intravede dietro la tenda. L'uso di colori morbidi e sfumati, abbinati ai contorni ben definiti delle figure comunicano un senso di serenità.